# لين كوكس
لين كوكس (بالإنجليزية: Lynne Cox)‏ سباحة حرة أمريكية من مواليد 1957 في بوستن.

## وصلات خارجية
- لين كوكس على موقع قاعة مشاهير السباحة العالمية (الإنجليزية)

- الموقع الرسمي

## مواضيع ذات صلة
- نجيب بالهادي